# 浅井盛政
浅井 盛政（あざい もりまさ）は、戦国時代から安土桃山時代にかけての武士。

## 来歴
浅井氏庶家である貞政の子として誕生。父と共に浅井久政・長政父子に仕えるが、浅井氏滅亡後は織田氏の追撃を逃れ藤堂高虎の客将となる。しかし、藤堂氏家中の序列に不満を持つようになり、子・吉政と共に出奔。
その後は、吉政と共に豊臣秀吉に仕えた。